# Ban (titre)
Pour les articles homonymes, voir Ban.
Le titre de ban provient des châtellenies médiévales (cours de justice supérieure). Le mot est issu du latin titulus qui désignait, dans la Rome antique, le panneau portant les chiffres de la bataille gagnée par un général victorieux, ou qualifiait déjà le titre d'un livre.
Dans les marches orientales du Saint-Empire romain germanique et en particulier en Hongrie « ban » désigne un commandant militaire. Le ban peut être assimilé à un margrave, ce prédicat honorifique conféré aux chefs militaires des marches dans l'empire carolingien puis à certains princes du Saint-Empire romain germanique. 
En Hongrie, le ban gouverne un banat (en hongrois: bánság), c'est-à-dire une marche frontalière dont le détenteur était l'égal du comte palatin de Hongrie. Il s'agissait toutefois d'un office où l'on était nommé ou révoqué, et non d'un rang aristocratique héréditaire. Les pouvoirs du ban étaient très étendus : il exerçait son autorité dans toutes les affaires politiques, judiciaires et militaires de son banat, en tant que comte palatin de Hongrie. Dans sa juridiction, le ban prenait rang immédiatement après le roi et avait les mêmes droits et les mêmes obligations que celui-ci. Le ban de Croatie était le troisième baron du royaume, après le roi et le judex curiae (juge de la cour royale). En temps de guerre, il commandait les troupes de son banat.
Les banats ont varié au cours du temps et parfois formé des États indépendants ou été en union personnelle avec la Hongrie.
Il y eut des bans :
- chez les Slaves au sud : banats de Dalmatie, de Croatie, de Slavonie, de Bosnie et de Serbie : Ozora, Rama, Seona/Só, Mionica/Macsó/Mačva, Požarevac/Pojarevăț et quelques autres ;
- chez les Roumains à l'est : banats de Timișoara, de Vâlcu et de Severin : le premier, rapidement intégré au royaume a pourtant gardé le nom de banat jusqu'à aujourd'hui ; le second forme l'actuel département roumain de Caraș-Severin et le troisième la région d'Olténie.

## Sources
Cet article comprend des extraits du Dictionnaire Bouillet. Il est possible de supprimer cette indication, si le texte reflète le savoir actuel sur ce thème, si les sources sont citées, s'il satisfait aux exigences linguistiques actuelles et s'il ne contient pas de propos qui vont à l'encontre des règles de neutralité de Wikipédia.
- Gyula Ortutay (dir.), (hu) « Bánság » in Hungarian Ethnographic Lexicon, vol. V, Budapest 1982.
- Janos Bárth, (hu) Magyar néprajzi lexikon - Ötödik kötet, Akadémiai Kiadó - Ethnography Research Group of the Hungarian Academy of Science 1982,  (ISBN 963-05-1285-8), .
- Eszter & Karoly Kocsis-Hodosi, (en) Géographie ethnique des minorités hongroises dans le bassin des Carpates, Simon Publ. 2001,  (ISBN 978-1-931313-75-9), pages 45–46, </ref>,<ref>(hu) Ethnographia, vol. 105, n°1, p. 33, éd. A Társaság 1994 - .
- (hu) Kartográfiai Vállalat Szerkesztőbizottsága, Történelmi atlasz a középiskolák számára [« Atlas historique pour les collèges »], Budapest, Kartográfiai Vállalat, 1990 (ISBN 963-35-1422-3), p. 15-18.